# عصية متمسكة سمك موسوية
عصية متمسكة سمك موسوية (الاسم العلمي: Tenacibaculum soleae) هي نوع من البكتيريا، سلبية الغرام، تتبع جنس عصية متمسكة.